# スーパーシオ30
『スーパーシオ30』は、2004年にパイオニアが開発・販売したパチスロ機。沖スロに該当する。

## 概要
当時、同社は何かとあればボーナス確率「未発表」というストック機ばかりをリリースしていたため、この機種も『スーパーハナハナ30』同様ストック機であると思われがちだが、実際は普通の純Aタイプで、ボーナス成立後の期待度の高い演出を表現するためのプチストック機能（最大8個をストック）を搭載している。
本機は『シオラー30』と全く同じリール配列で、リールサンド演出（告知、ビッグボーナス中の小役ナビ）なども健在。シオラーとの違いは告知パターンやBGMなどである。遊技方法についても、通常時、ビッグボーナス共に『シオラー30』と同じ。
筐体はそれまでの沖縄県の海をイメージとした青を基調としたカラーから、夕日をイメージして赤を基調としたデザインとなり、それまで線のはっきりしたデザインから細い線でシオコ（シオサイシリーズのパネルに描かれている女性の開発部内の名称）が描かれている。また、沖縄県では、一見『スーパーハナハナ30』と間違えそうなスーハナパネルが導入された。
純Aタイプでのシオサイシリーズの後継機とされながらも、低設定域においての確率が過去シリーズより低く、辛いスペックとなっている。後に、全く同じゲーム性の『シオサイスーパーシオ』として⌀25モデルもリリースされるが、やはり人気は得られず本土の市場はハイビスカスからパトランプへの移行を阻止できなかったが、沖縄県においては、『スーパーハナハナ30』が検定期限切れで2006年10月に撤去されたことに伴い、その後を受ける形で大量に導入され、『トリプルクラウン』系と設置を二分する機種となっていた。
2007年5月に検定切れによりホールから撤去された。

## ボーナス確率
| 設定 | BIG確率 | REG確率 | 機械割  |
| ---- | ------- | ------- | ------- |
| 1    | 1/324   | 1/655   | 91.3 %  |
| 2    | 1/297   | 1/655   | 94.8 %  |
| 3    | 1/275   | 1/655   | 98.2 %  |
| 4    | 1/256   | 1/655   | 101.6 % |
| 5    | 1/239   | 1/655   | 105.0 % |
| 6    | 1/239   | 1/468   | 108.7 % |

※各数値はメーカー発表値。

## 告知演出
本機は多種多彩な告知演出を搭載している。以下はその一部。
- ハイビスカス点滅 :パイオニアの沖スロの代名詞ともなった基本となる告知演出で必ず発生し、点滅速度や左右の点滅タイミング等のバリエーションが存在する。ハイビスカス点滅前に発生する演出でボーナス当選が判明しても、本演出が発生する前はボーナス図柄を揃えることはできない（ただし、逆押しなど変則打ちをすると揃えられることがある）。単独でも発生するが、次の演出と複数で絡む場合もある。
  - リール消灯
  - 告知音 :さざなみ・太鼓・かみなり等
  - リールサンド点灯 :告知音発生時に告知音に対応した色が発生し、別の色に変化。変化した色によってはビッグ確定もあり（例:緑赤・レインボー等）。
- フリーズ :レバーオンをしてもリールがすぐには始動せず、かなり遅れて始動する。リール始動と共にハイビスカス点滅。ビッグ確定の演出。
- 無音 :通常レバーオン時に発生する始動音がしない。リール始動と共にハイビスカス点滅。

また、以下の演出が発生した場合は、次ゲームに告知が発生する。一瞬の演出であるため見逃しやすい。レバーオン時に何か違和感を覚えた時は大概これらの演出が発生している場合が多い。
- 停止ボタンを押す毎に告知音（かみなり等）が発生する。消灯を伴う。
- レバーオン時に一瞬リールサンドで小役告知を行う。次ゲームでハイビスカス点滅。
- レバーオン時に一瞬リール窓のベットラインに光が走る。次ゲームでハイビスカス点滅。
- レバーオン時にリール枠内の照明が接触不良の様に一瞬消灯する。次ゲームでハイビスカス点滅。

## その他
本機は純Aタイプに属するが、プチストック機能を搭載している。救済機能の一種であり、この機能のおかげでボーナス成立後もボーナス抽選を行うため、ボーナス当選後なかなかボーナス図柄を揃えられなくても損をしないようになっている。
また、この機能を利用した本機独特の楽しみ方として、告知後もボーナスを揃えずに回し続け、自力1G連を演出することも可能である（ボーナス入賞を先送りしているだけなので、損得はない）。ストックが貯まると、リプレイ成立時に「コーン」という効果音が鳴ることがある。